# Santa Maria de Gaià
Santa Maria de Gaià és una obra del municipi de Gaià (Bages) inclosa en l'Inventari del Patrimoni Arquitectònic de Catalunya.

## Descripció
Església de tres naus amb la façana principal orientada a ponent i amb un gran campanar de planta quadrada adossat al mur de tramuntana i que en la seva part baixa origina una de les naus laterals de l'església. Coberta a doble vessant, el carener és perpendicular a la façana on s'obra un òcul i s'organitza la façana amb una porta amb grans dovelles i coronada per un frontó triangular.

## Història
Els orígens de l'església de Santa Maria de Gaià, són tan antics com el mateix "Castrum Gailani" del s.X. No en queden restes d'aquesta primera edificació, però la documentació ens en parla. Durant el s.XII sabem que l'església de Gaia tenia com a sufragànies a Sant Miquel de Terradelles i a St. Esteve de Vilaramó. L'actual església fou bastida l'any 1694 en un moment de gran prosperitat en el camp català; a Gaia es construïren moltes masies i s'ampliaren d'altres en aquesta època.
Prop de l'església s'aixeca el gran casal barroc de la Rectoria, amb decoració d'esgrafiats a les façanes.